# Herrin (Illinois)
Herrin is een plaats (city) in de Amerikaanse staat Illinois, en valt bestuurlijk gezien onder Williamson County.

## Demografie
Bij de volkstelling in 2000 werd het aantal inwoners vastgesteld op 11.298. In 2006 is het aantal inwoners door het United States Census Bureau geschat op 11.835, een stijging van 537 (4,8%).

## Geografie
Volgens het United States Census Bureau beslaat de plaats een oppervlakte van 21,6 km², waarvan 21,2 km² land en 0,4 km² water. Herrin ligt op ongeveer 120 m boven zeeniveau.

## Plaatsen in de nabije omgeving
De onderstaande figuur toont nabijgelegen plaatsen in een straal van 8 km rond Herrin.